# Aspergilosis en las abejas
La aspergilosis es una enfermedad fúngica de la cría de abejas melíferas, también llamada la cría pétrea. Es una micosis similar a la ascosferosis pero de menor virulencia, y los agentes patógenos son hongos del género Aspergillus. Los síntomas son muy similares a los de la ascoferiosis, apareciendo momias (larvas secas deshidratadas) pequeñas de aspecto calcáreo.
Para diferenciar ambas enfermedades se debe observar las momias al estereomicroscopio y buscar los cuerpos reproductivos del hongo: en la ascoferiosis son ascosistos esféricos más o menos lisos, mientras que en las aspergilosis son conidióforos de aspecto glomerular. Es una enfermedad poco frecuente que suele presentar pocos problemas a los apicultores.

## Tratamiento
Los antimicóticos utilizados para la ascosferosis también dan buenos resultados en el tratamiento de este hongo.